# Josef Samek
Josef Samek (* 6. November 1957 in Vrchlabí) ist ein ehemaliger tschechoslowakischer Skispringer.

## Werdegang
Samek sprang ab 1976 jährlich bei der Vierschanzentournee. Am 2. Januar 1979 gewann er in Partenkirchen das wetterbedingt um einen Tag verschobene Neujahrsspringen. Bei der Skiflug-Weltmeisterschaft 1979 erreichte er am 18. März 1979 in Planica den 5. Platz. Am 30. Dezember 1979 sprang er erstmals in Oberstdorf im neu geschaffenen Skisprung-Weltcup. Die ersten Springen blieb er jedoch erfolglos und ohne Weltcup-Punkte.
Bei den Olympischen Winterspielen 1980 in Lake Placid erreichte Samek auf der Normalschanze den 39. und auf der Großschanze den 23. Platz.
Bei der Vierschanzentournee 1980/81 blieb er in allen vier Springen weit hinter den Erwartungen zurück und konnte seinen Erfolg von 1979 nicht wiederholen. Beim ersten Springen nach der Tournee in Harrachov erreichte er mit Platz 7 auf der Großschanze seine ersten Weltcup-Punkte. Auch in den folgenden Weltcup-Springen bis zum Saisonende landete er immer in den Punkterängen. Am Ende der Weltcup-Saison 1980/81 belegte er den 31. Platz in der Gesamtwertung. Die folgende Saison begann wie auch die letzte mit erfolglosen Springen in der Vierschanzentournee. In seinem ersten Springen nach der Tournee am 27. Januar 1982 konnte er jedoch erstmals mit einem 2. Platz in St. Moritz aufs Podium springen. Es war jedoch die einzige Podiumsplatzierung seiner Karriere. Die folgenden Weltcups beendete er zum großen Teil in den Punkterängen, sodass er am Ende der Saison auf dem 16. Platz der Weltcup-Gesamtwertung stand. Die Folgesaison begann erneut mit schlechten Platzierungen im Rahmen der Tournee, so dass er bereits nach dem Springen in Garmisch-Partenkirchen am 1. Januar 1984 entschied, seine Karriere zu beenden. Zu den restlichen Springen der Saison trat er nicht mehr an.

## Erfolge

### Schanzenrekorde
| Ort                    | Land        | Weite               | aufgestellt am | Rekord bis     |
| ---------------------- | ----------- | ------------------- | -------------- | -------------- |
| Garmisch-Partenkirchen | Deutschland | 101,0 m (HS: 140 m) | 2. Januar 1979 | 1. Januar 1981 |